# Baldassarre Giustiniani
Baldassarre Giustiniani (falecido a 13 de março de 1584) foi um prelado católico romano que serviu como bispo de Venosa (1572–1584).

## Biografia
No dia 6 de fevereiro de 1572, Baldassarre Giustiniani foi nomeado bispo de Venosa durante o papado de Pio V. A 13 de abril de 1572, foi consagrado bispo por Archangelo de' Bianchi, bispo de Teano, com Bartolomeo Ferro, bispo de Terni, e Vincenzo Ercolano, bispo de Sarno, servindo como co-consagradores. Serviu como bispo de Venosa até à sua morte a 13 de março de 1584.